# Dystrykt Nikozja
Dystrykt Nikozja (gr. Επαρχία Λευκωσίας, tur. Lefkoşa Bölgesi) – jeden z 6 dystryktów Republiki Cypryjskiej, znajdujący się w centralnej części kraju. Stolicą dystryktu jest Nikozja. Od 1974 roku północne tereny znajdują się w granicach samozwańczej Tureckiej Republiki Cypru Północnego. 

Oficjalny obszar dystryktu Nikozja

Obszar dystryktu Nikozja de facto pod kontrolą Republiki Cypryjskiej